# 石坂浩二のスーパーアイ
『石坂浩二のスーパーアイ』（いしざかこうじのスーパーアイ）は、1986年12月3日から1987年9月23日までTBS系列局とテレビ山口（放送当時はフジテレビ系列とのクロスネット局）で放送されたバラエティ番組である。イーストと共同製作。

## 概要
前番組『ワンダービートS』が11月という改編期でもない時期に終了したのに伴い、急遽立ち上げられた番組。衣食住など日常生活と密接した物が持つ様々な「不思議」を取り上げ、特殊撮影や実験によってそれらの謎を解き明かすという内容だった。放送第1回目のテーマは「顔」で、大人の顔と子供の顔を比較することで日本人の顔の変化を分析したり、そこから未来の日本人の顔を予測したりしていた。

## 出演者

### 司会
- 石坂浩二

### ナレーター
- 小林恭治 - 前期での担当者。
- 小早川正昭 - 後期での担当者。

## スタッフ
- 企画：持丸和朗
- 構成：高瀬真尚
- 演出：井村秀樹、久保田芳樹
- プロデューサー：平山賢一（TBS）、奥村正
- 製作著作：TBS、イースト